# Kerstboomverlichting

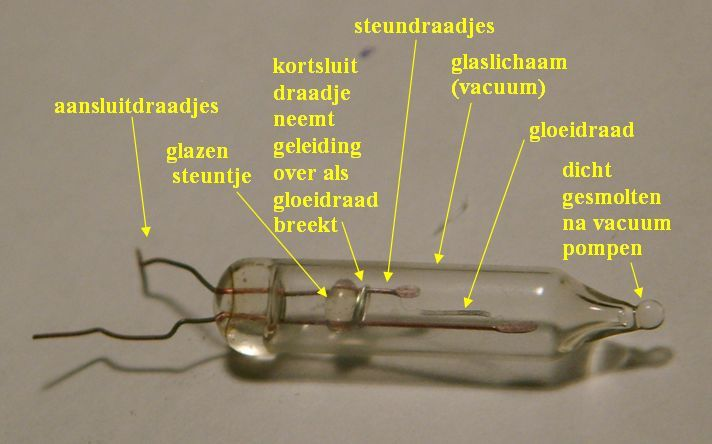
Kerstboomlampje, losgenomen uit het plastic fittinkje. De kortsluitvoorziening is gerealiseerd door het ringetje rond de interne steundraadjes.

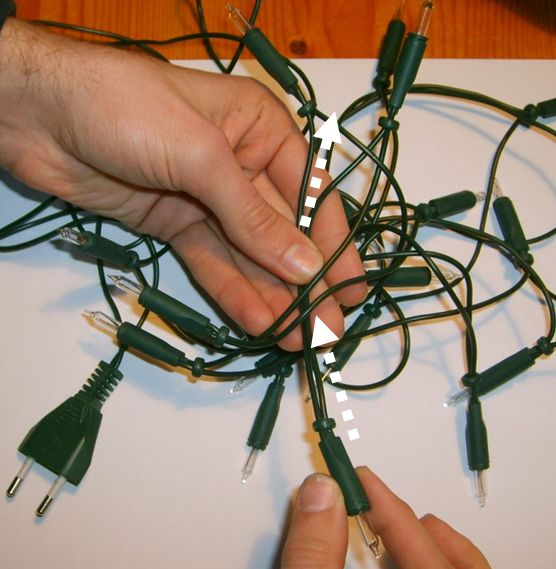
Snoer uit de knoop halen; begin bij een lus die niet doorkruist wordt

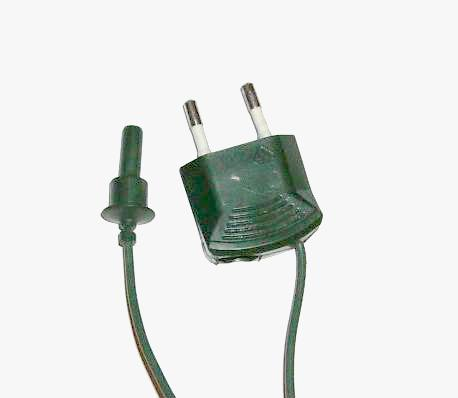
Deelbare stekker van kerstboomverlichting circa 1980, veiliger dan de banaanstekker

Kerstboomverlichting is een kerstverlichting voor in een kerstboom.

## Geschiedenis
In 1882 werd voor het eerst een elektrische verlichting aangebracht in een echte kerstboom. Dat werd gedaan door Edward Hibberd Johnson, een collega en vriend van Thomas Edison.
Tot in de jaren vijftig van de 20e eeuw bestond kerstboomverlichting over het algemeen uit kaarsjes in kaarsenhoudertjes die op de kerstboomtakken waren geklemd. Vanwege brandgevaar stond er vaak een emmer bluswater of zand naast de kerstboom. In sommige huishoudens was dit tot in de jaren zeventig (of zelfs nog later) gebruikelijk en thans worden deze kaarsjes nog steeds verkocht.
Vanaf de jaren 50 kwam elektrische kerstboomverlichting  met kleine gloeilampjes met de vorm van kaarsvlam en een lamphouder in de vorm van een kaars. Tegenwoordig bestaan er zeer vele varianten in vorm, lengte en kleur. De eerste snoeren bevatten  doorgaans 12 tot 24 lampjes, terwijl moderne snoeren vaak wel tot 200 miniatuurlampjes bevatten. Ook bij de kerstverlichting komt de ledlamp in zwang: in veel kleuren verkrijgbaar, gebruikt minder stroom en gaat langer mee.

## Constructie
Een verlichtingssnoer bestaat vanouds uit een rondlopende draad met lampjes, waarvan begin en eind eindigen op een banaanstekker voor een 230 V-stopcontact. Dit is onveilig doordat er kans is op een elektrische schok indien een der stekkers eerst in de spanningvoerende pool gestoken wordt. Het hele snoer, inclusief de losse stekker, staat op dat moment op een spanning van 230 V. Bij een latere constructie zitten beide uiteinden van de draad samen in een gewone netstekker, met het bezwaar dat de draad makkelijk in de knoop raakt. Bij de nieuwste constructie wordt een deelbare stekker gebruikt waarbij beide delen tegen aanraking beveiligd zijn (zie afbeelding). Daarnaast is er ook kerstboomverlichting die werkt op batterijen, zodat de kerstboom ook kan worden geplaatst op een plek waar geen stopcontact in de buurt is.
Bij de meeste kerstboomverlichtingssnoeren zijn de lampjes in serie geschakeld. Het gevolg daarvan is dat als één lampje uitvalt alle lampjes uitgaan. Het is dan lastig om te ontdekken welk lampje stuk is. Bij de wat modernere snoertypes met grote aantallen lampjes heeft men dit probleem ondervangen door in elk lampje een kortsluitverbindinkje aan te brengen dat zich binnen het glazen lichaam van het lampje parallel aan de gloeidraad bevindt. Indien een gloeidraadje doorbrandt valt op dat moment een hoge spanning over de kortsluitverbinding, want door de weggevallen stroom is dan de spanningsval over alle andere, nog intacte, lampjes nul volt geworden. Het kortsluitdraadje treedt dan in werking en de stroomkring is weer gesloten. Consequentie kan zijn dat door het verminderd aantal functionerende gloeidraadjes de stroom wat toeneemt, waardoor de levensverwachting van de resterende lampjes daalt. Sneuvelen er nog meer lampjes, dan wordt dat alleen maar erger. Het is dan ook raadzaam de defecte lampjes zo snel mogelijk te vervangen. Vaak worden er één of meer reservelampjes meegeleverd met het snoer. Branden echter veel lampjes niet, dan kan het snoer vervangen worden. Het is daarom raadzaam om de stekker een keer in het stopcontact te steken alvorens de verlichting in de boom te hangen. Zo is makkelijk te zien of er lampjes defect zijn. 